# リヒテナウ (ミッテルフランケン)
リヒテナウ（ドイツ語: Lichtenau, ドイツ語発音: [ˈlɪçtəna‿u]）は、ドイツ連邦共和国バイエルン州ミッテルフランケンのアンスバッハ郡に属す市場町。
リヒテナウ（1246年に初めて文献に登場する）は、アンスバッハから約10km東、フレンキシェ・レーツァト川沿いに位置する。
五角形の防御壁が旧市街中心部を取り囲んでいる。この街は、ニュルンベルク城の防衛前線基地として築かれたもので、その構造はニュルンベルク城を強く思い起こさせる。リヒテナウは、1406年から1806年まで帝国自由都市ニュルンベルクの領土であった。
見所は、防壁沿いの三位一体教会、マルクト広場沿い旧市街中心部の市門や修復された民家などがある。

## 地理

### 地区

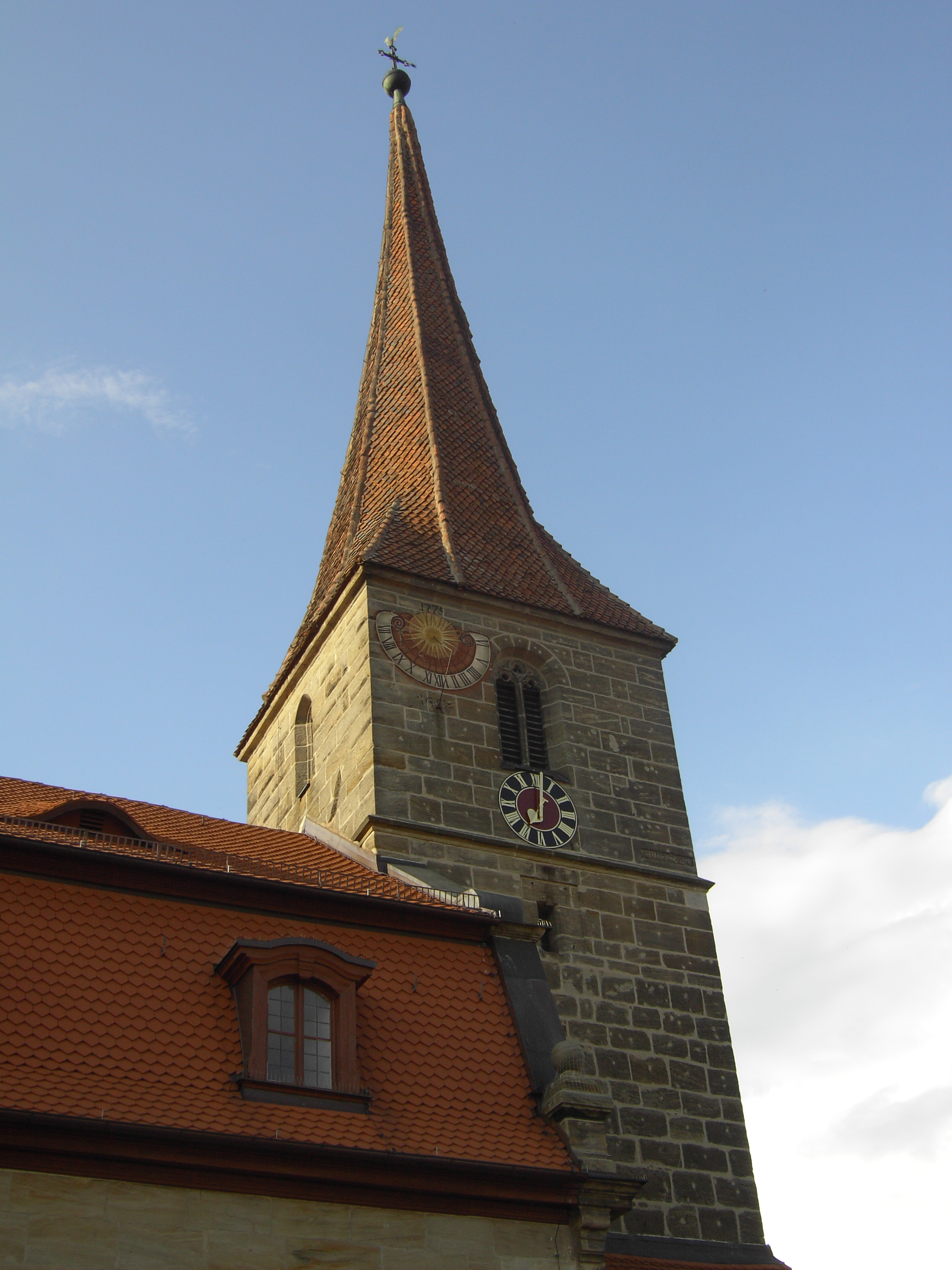
インメルドルフ地区の教会

この町は、公式には25の地区 (Ort) からなる。このうち小集落や孤立農場などを除く集落を以下に列記する。
| - ボックスブルン - ビュッシェルバッハ - フィッシュバッハ - ゴッツェンドルフ - ヘルパースドルフ - インメルドルフ - リヒテナウ | - モルマースドルフ - オーバーランマースドルフ - シュラウアースバッハ - ウンターロットマンスドルフ - ヴァッテンバッハ - ツァント |

### 隣接市町村
- ノイエンデッテルザウ
- ペータースアウラハ
- ザクセン・バイ・アンスバッハ
- アンスバッハ
- ヴァイデンバッハ
- メルケンドルフ
- ヴォルフラムス＝エッシェンバッハ
- ヴィンツバッハ

## 行政

### 議会
リヒテナウの議会は首長を含め17議席からなる。

### 紋章
基部は、赤、銀、青の横縞で、その上部は左右に二分割される。向かって左は金地で、中央の分割線で半分に切られた、赤い爪や嘴をもつ黒い鷲。向かって右は赤と銀の斜め帯で5分割。

## 文化と見所

### リヒテナウ要塞

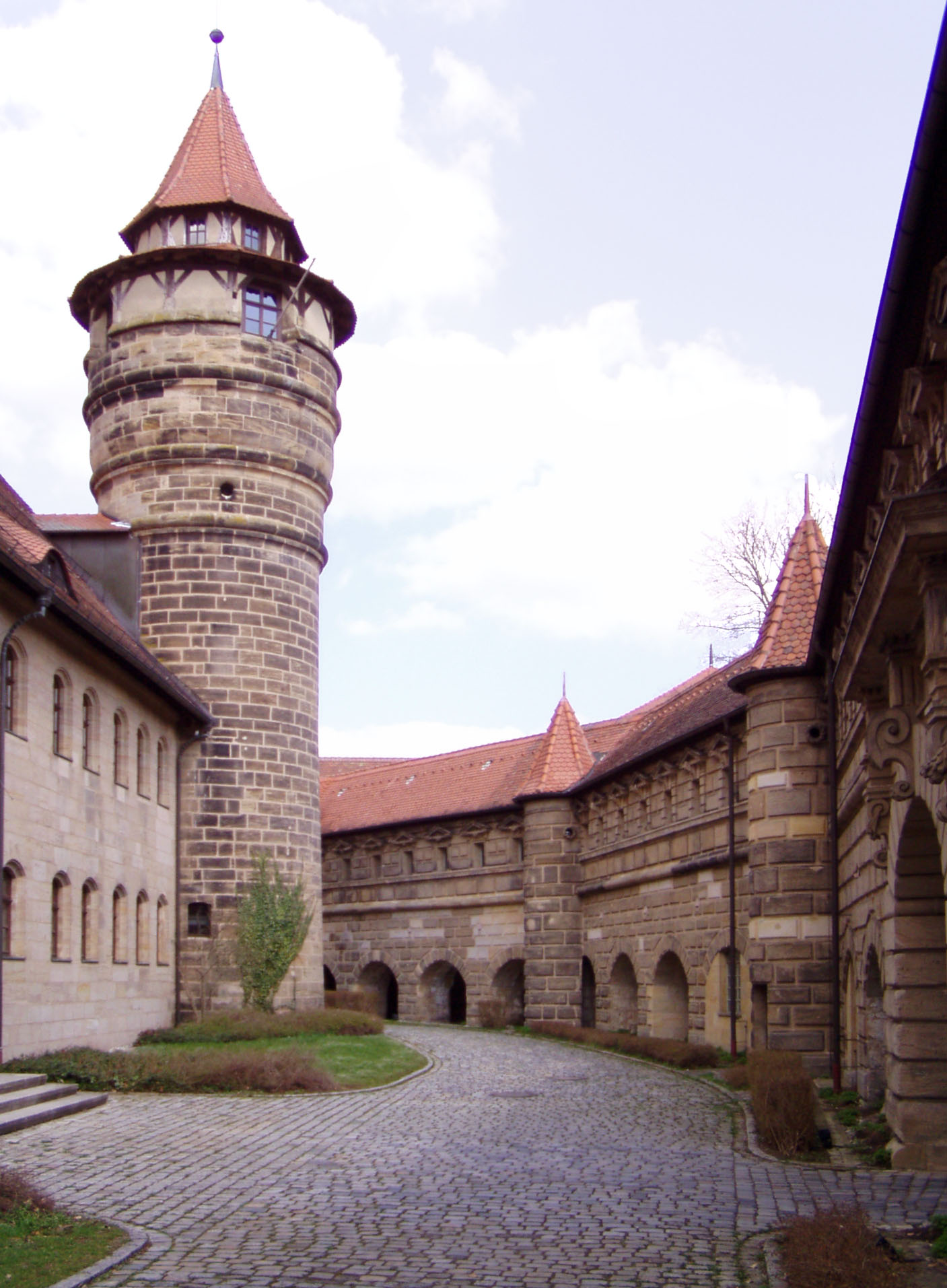
リヒテナウ要塞の内側

ブランデンブルク＝アンスバッハ辺境伯の領土の内部に位置するニュルンベルク市の戦略上の前線であったことが、リヒテナウに戦いの歴史をもたらした。
リヒテナウ要塞は、中世の水城に由来する。第二次辺境伯戦争の時代、1553年にこの城は破壊された。ニュルンベルク市はここに全く新しい防衛施設（とはいえ、その設計は建築家アントニオ・ファッツーニの古いものによっている）を建設した。この建設は1600年頃にまで及んだ。リヒテナウ要塞はルネサンス建築の傑作であるが、軍事施設としてはやがて時代遅れなものとなって行き、攻城砲による攻撃に対抗できるものではなくなっていった。現在この要塞は、バイエルン州によってニュルンベルク州立文書館の分館として利用されている。要塞の中庭と城壁の回廊は、日中であれば見学可能である。
毎年7月に郷土愛好会がブルクフェスト（城塞祭り）を開催している。この祭りの期間の2日間、この城塞は市民に公開される。

### インメルドルフのヴァイセ・ロス
1978年からインメルドルフに『ヴァイセ・ロス』というミュージック・パブが開業し、世界的な注目を集めている。ここでは、全国的にその名を知られたバンド、フィドラース・グリーン、マールス・マッシュルームス、グル・グル、アレック・オリエンタル・エクスプレスなどが演奏を行っている。1994年以降、この店は、毎年『インメルドルフ・オープン・エア』と呼ばれる音楽イベントを開催しており、1000人ほどの観客がこのイベントを訪れる。

## 経済と社会資本
この町最大の企業は、ビール醸造会社のハウフ＝ブロイである。

### ゴルフクラブ
リヒテナウ＝ヴァイカースホーフ・ゴルフクラブは1978年に創立され、現在では全国的に知られたクラブとなっている。

## 引用
1. ↑  https://www.statistikdaten.bayern.de/genesis/online?operation=result&code=12411-003r&leerzeilen=false&language=de Genesis-Online-Datenbank des Bayerischen Landesamtes für Statistik Tabelle 12411-003r Fortschreibung des Bevölkerungsstandes: Gemeinden, Stichtag (Einwohnerzahlen auf Grundlage des Zensus 2011)
2. ↑  Max Mangold, ed (2005). Duden, Aussprachewörterbuch (6 ed.). Dudenverl. p. 510. ISBN 978-3-411-04066-7
3. ↑  Bayerische Landesbibliothek Online